# Praha-Kačerov (železniční zastávka)
Praha-Kačerov je železniční zastávka a jeden z obvodů železniční stanice Praha-Krč, která leží na tratích Praha – Vrané nad Vltavou – Čerčany/Dobříš a Praha-Běchovice – Praha-Radotín. Nachází se v Praze-Michli v sousedství lokality Kačerov, v zářezu trati vedle Michelské ulice u stanice metra Kačerov a v sousedství kačerovského depa metra a autobusových garáží, v úseku mezi podjezdem pod Severojižní magistrálou a podjezdem pod Jižní spojkou.

## Historie záměru

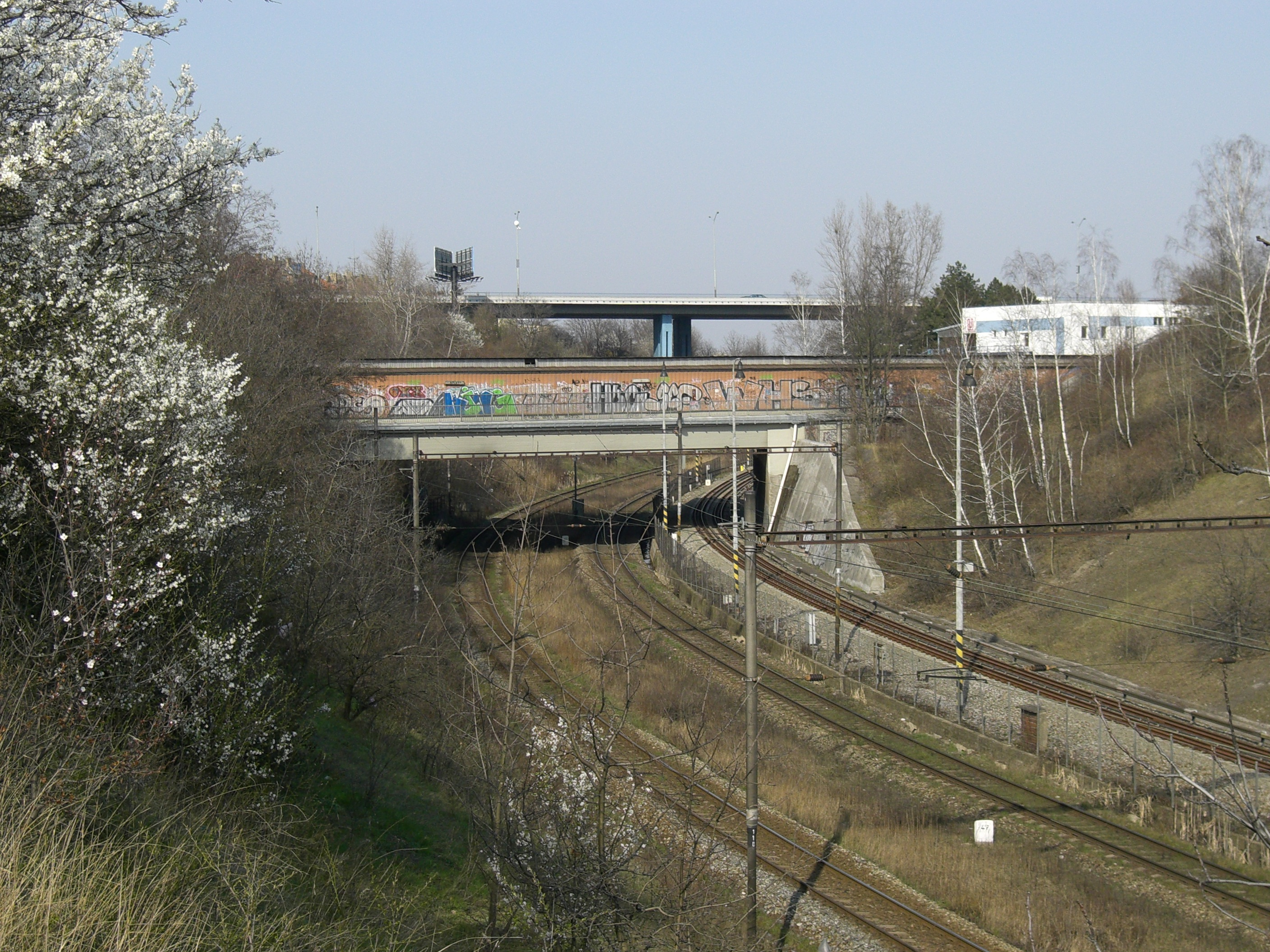
Přímo u stanice metra Kačerov projíždí metro krytým mostem nad tratí z Prahy do Vraného nad Vltavou (kolej vlevo)

Myšlenka na zřízení železniční zastávky v blízkosti stanice metra se objevila například v roce 2001, kdy byl vypracován odhad, podle kterého by zřízení stálo jen 19 milionů Kč. Zastupitelstvo Prahy 4 projevilo zájem o zřízení zastávky v roce 2008, tehdejší optimistický odhad předpokládal možný začátek stavby v roce 2009. V roce 2010 byla schválena stavebním odborem městského úřadu Prahy 4 žádost Správy železniční dopravní cesty o zřízení zastávky. V létě 2012 se nadále se stavbou počítalo, přičemž možné otevření bylo plánováno v roce 2013 nebo 2014. Na podzim 2013 bylo pro zastávku vydáno stavební povolení, začátek prací se očekával na jaře 2014 po ukončení soutěže na dodavatele prací a dokončení zastávky se předpokládalo na podzim roku 2014. Ke konci března 2014 oznámila Správa železniční dopravní cesty, že zastávku vybuduje společnost Metrostav za cenu 17 milionů korun a že má být hotova do konce roku 2014. Dle stránek SŽDC činily celkové schválené náklady 50,7 mil. Kč, z toho 31 mil. Kč je příspěvek Evropské unie v rámci Fondu soudržnosti.
Kromě vlaků z Dobříše a Čerčan se do budoucna počítá i s využitím pro vlaky linky S71, které by tudy jezdily na trase z Radotína přes Branický most a Praha-Krč a pokračovaly by dále do Běchovic. Dosavadní stavební uspořádání však takové využití neumožňovalo, trať ve směru do Záběhlic neměla vybudované nástupiště ani vyřešenou přístupovou cestu a s tratí 210 nebyla mezi zastávkou a místem rozchodu tratí žádnou kolejovou spojkou propojena. Z toho důvodu byla stávající zastávka zcela odstraněna v rámci akce „Zdvoukolejnění trati Branický most – Praha-Krč – Spořilov“ a byla postavena nová s ostrovním nástupištěm, lávkou na toto nástupiště a výtahem. Doplněny byly i kolejové spojky mezi oběma tratěmi. Akce získala stavební povolení 15. května 2023.  Zastávka byla mimo provoz od 30. dubna 2024, stavební práce začaly v květnu 2024. Zprovoznění zastávky se uskutečnilo dne 24. října 2024.

## Popis nádraží
Obvod Praha-Kačerov je vybaven elektronickým stavědlem ESA 44, které je dálkově ovládáno výpravčím stanice Praha-Krč. V rámci stanice Praha-Krč je obvod Praha-Kačerov je ohraničen vjezdovými návěstidly VL (od Prahy-Vršovic osobního nádraží) a L (od Prahy-Zahradního Města, z opačné strany (tj. od Prahy-Krče) cestovými návěstidly Lc101 a Lc102.
V obvodu jsou dvě dopravní koleje (č. 201 a 202), mezi kterými je zřízeno ostrovní nástupiště zastávky Praha-Kačerov. Nástupiště má délku 235 m, výška nástupní hrany je 550 mm nad temenem kolejnice. Přístup na nástupiště je schodištěm nebo výtahem z lávky.
Přístup na jihovýchodní stranu Michelské ulice je možný bezbariérově výtahem a po rampě. Přístup od železniční zastávky do podchodu pod Michelskou je sice bezbariérový, z podchodu se však nelze bezbariérově dostat na severozápadní stranu Michelské ulice a tedy ani ke stanici metra; nebyla zde zřízena ani šikmá rampa pro kočárky.[zdroj?]

## Provoz
Knižní a traťový jízdní řád na rok 2014 už zastávku uváděl, ale s poznámkou „ode dne vyhlášení“. Nakonec byla uvedena do provozu až k datu celostátní změny jízdních řádů, od 14. prosince 2014.
Zastávka je určena pro všechny pravidelné osobní vlaky linek Esko S8 a S88, které touto trasou jedou, a to v obou směrech. V jízdních řádech pro roky 2014 a 2015 byla pro většinu vlaků na znamení. V jízdním řádu platném od 13. prosince 2015 už není zastávka pro žádný vlak na znamení.

## Galerie

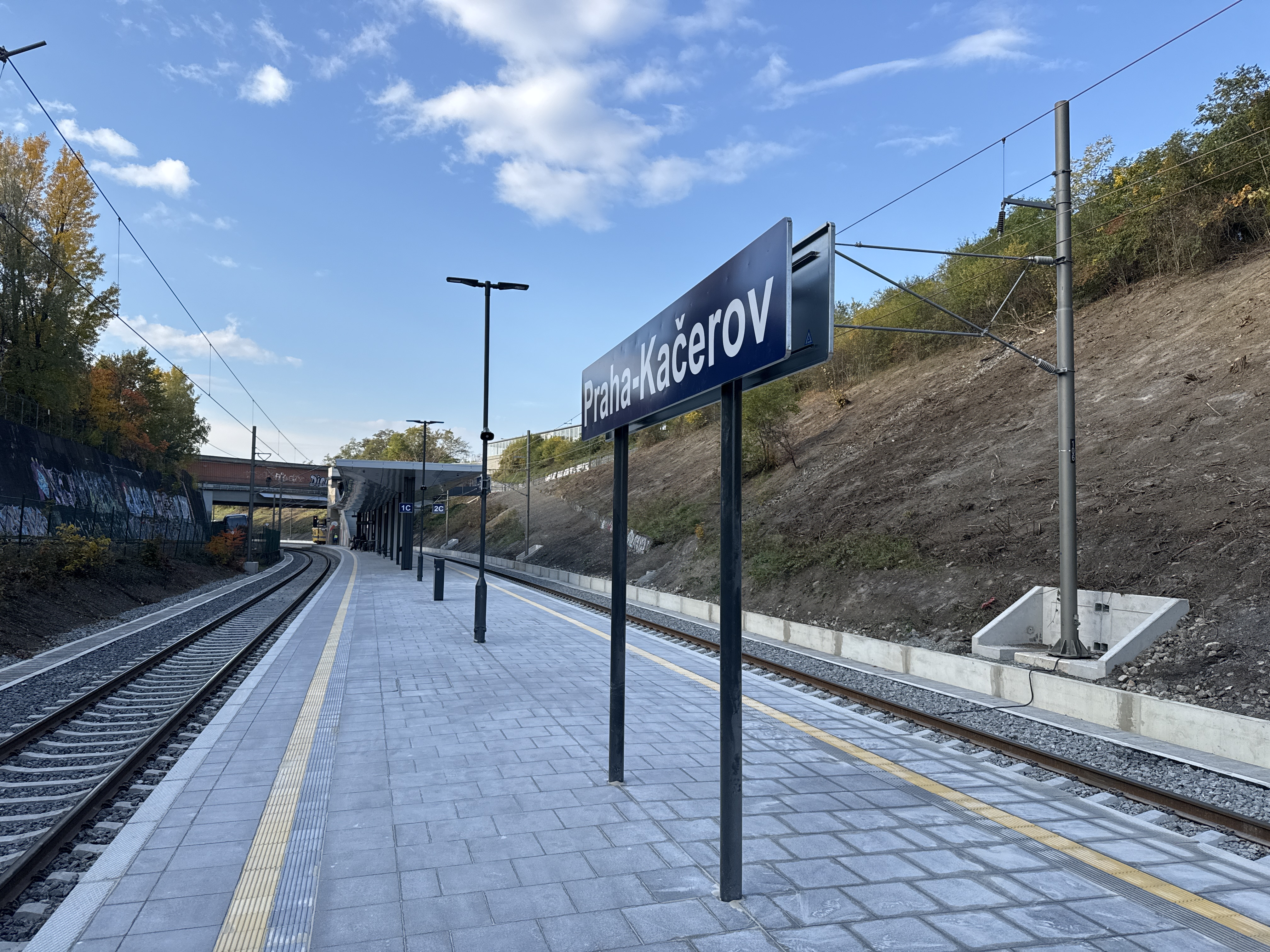
Nástupiště stanice Praha - Kačerov
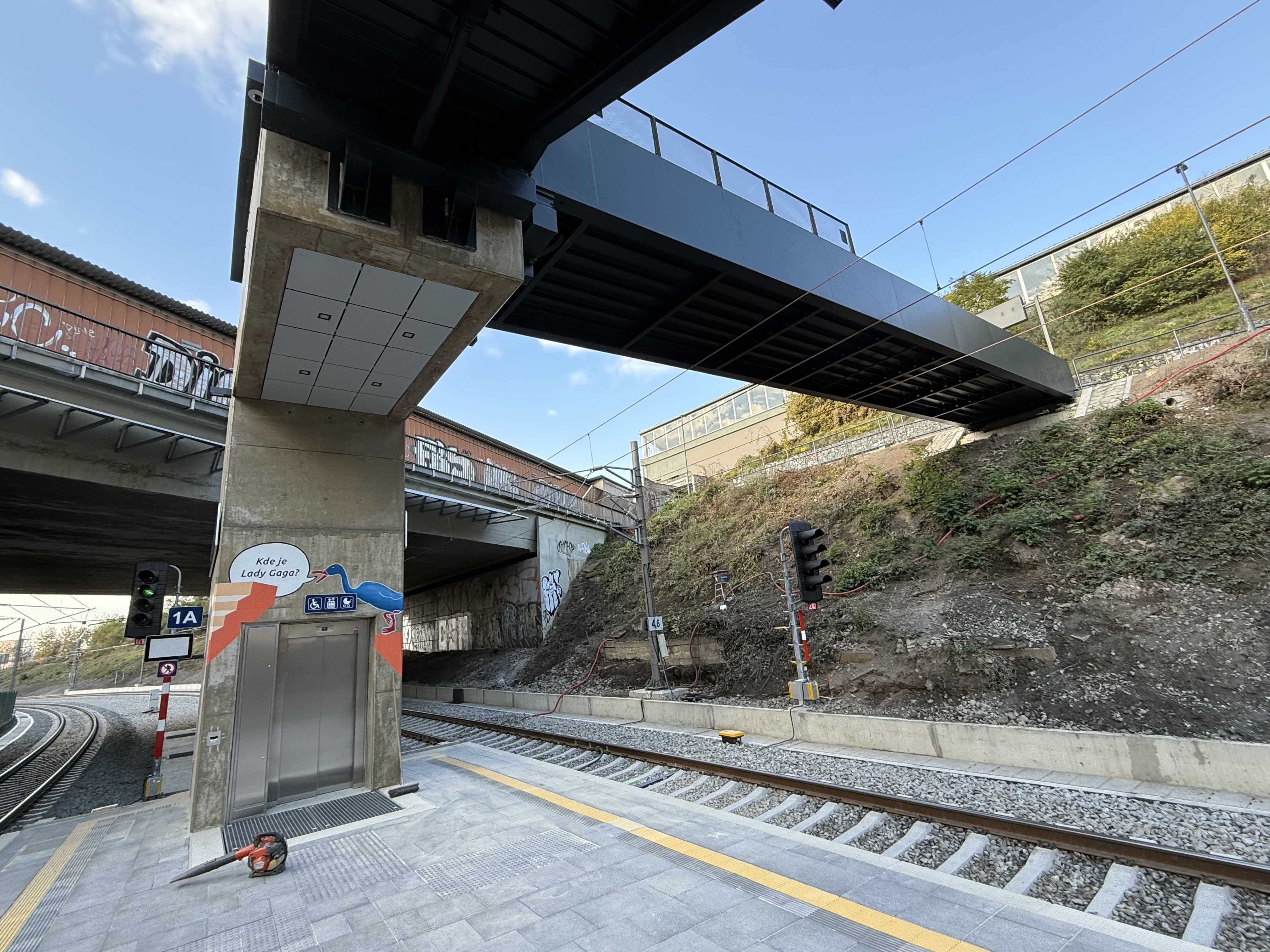
Výtah z nástupiště
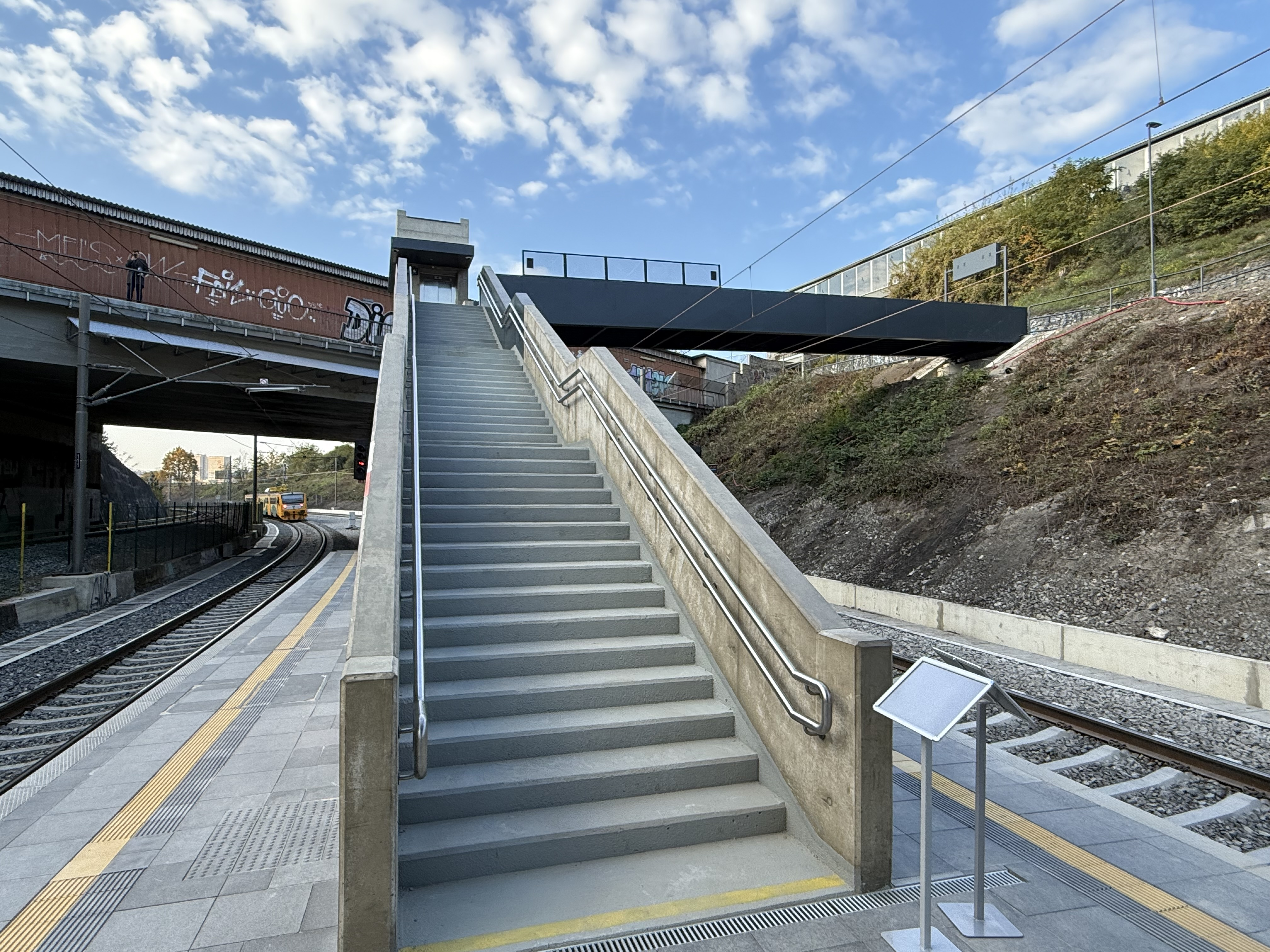
Schodiště z nástupiště na lávku pro pěší
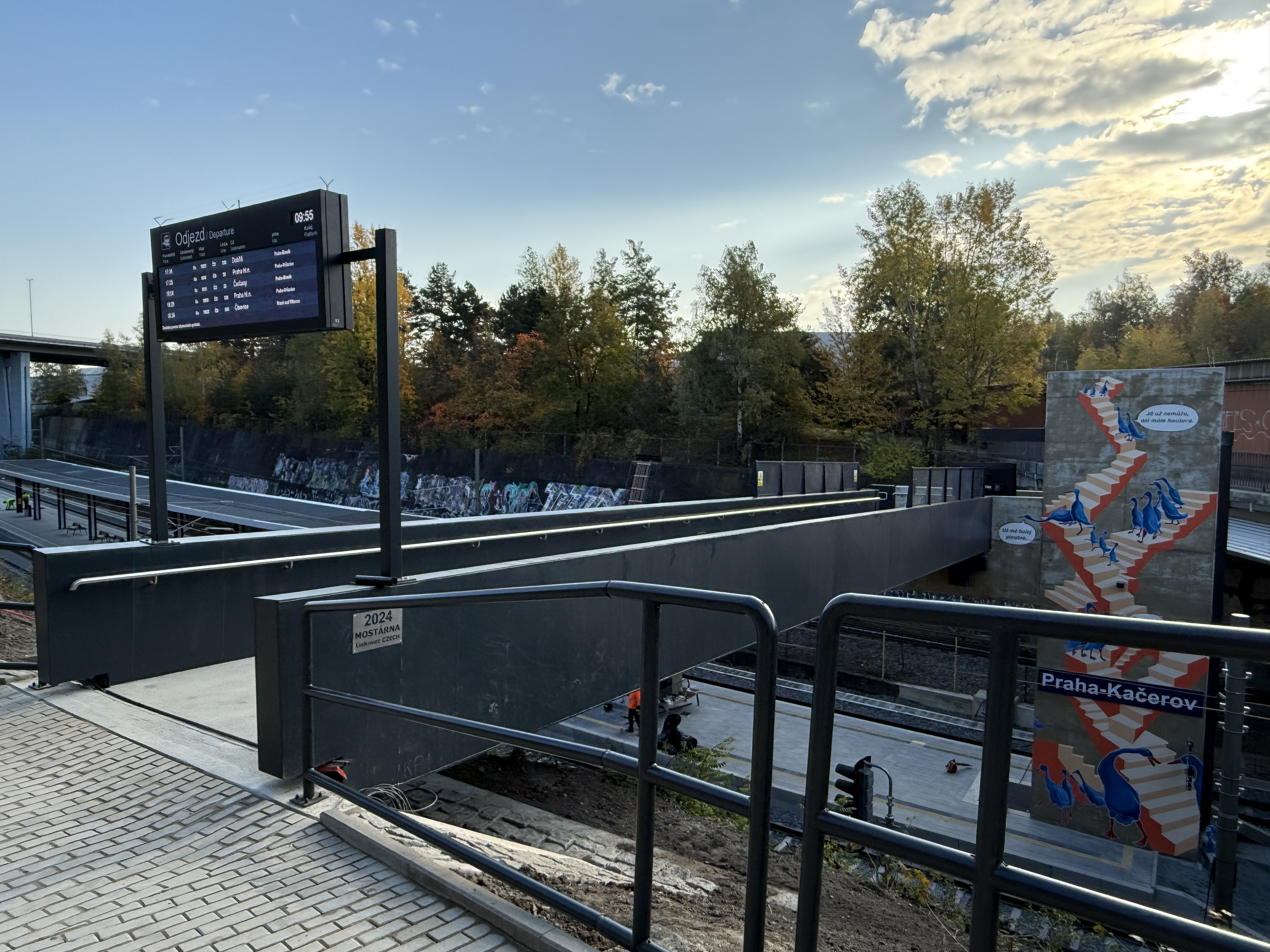
Lávka pro pěší na nástupiště